# Shelby County Courthouse (Iowa)
Das Shelby County Courthouse in Harlan ist das Justiz- und Verwaltungsgebäude (Courthouse) des Shelby County im Westen des US-amerikanischen Bundesstaates Iowa.
Das heutige Gebäude ist das vierte Courthouse des 1851 gegründeten Shelby County. Über das erste Gebäude im damaligen Shelbyville existieren heute keine Akten mehr. Als im Jahr 1859 der County Seat nach Harlan verlegt worden war, wurde hier ein Holzrahmenbau errichtet. Das dritte Gebäude wurde 1875 errichtet. Das heutige Gebäude ist 1893 seiner Bestimmung übergeben worden.
Das dreistöckige Gebäude wurde nach einem Entwurf des Architekten Charles E. Bell im neuromanischen Stil aus Sandstein errichtet. Die Bauarbeiten begannen im Jahr 1892. Zum Gebäude gehörte ursprünglich auch ein Uhrturm, der aber 1899 wieder entfernt wurde. 
Im Jahr 1978 wurde erstmals ein Aufzug eingebaut. 1978 wurde das Gebäude mit der Referenznummer 78001258 in das National Register of Historic Places aufgenommen.